# Поцелуй Иуды (картина Караваджо)
«Поцелуй Иуды» — картина работы Караваджо, оригинал которой находится в Дублине, а повторение стало объектом громкой кражи из музея Одессы. Картина была заказана римским дворянином Кириако Маттеи в 1602 году. 

## Сюжет
Сюжет картины основан на сообщениях евангелистов о последних днях земной жизни Иисуса Христа. Иуда Искариот, один из учеников Иисуса, предал его, раскрыв место пребывания и указав на него страже, когда Христос выходил из Гефсиманского сада.

## История
Картина была создана художником по заказу его постоянного клиента Кириако Маттеи. Считалось, что в XVIII веке картина исчезла. В 1990 году потерянный шедевр был опознан главным реставратором Национальной галереи Ирландии Серджио Бенедетти в картине, висящей в дублинском Обществе Иисуса. Открытие было опубликовано в 1993 году. Бенедетти опознал картину, очистив её.
Картина, висевшая в иезуитской трапезной с начала 1930-х, долго считалась копией утерянного оригинала Герарда ван Хонтхорста, одного из голландских караваджистов. С такой атрибуцией она пришла из наследия рода Маттеи, которые продали её как Хонтхорста в 1802 году Уильяму Гамильтону Нисбету, в шотландском доме которого она оставалась до 1921 года. Затем она была продана ирландскому педиатру Марии Ли-Уилсон, которая пожертвовала её в 1930-х (вероятно, в 1934), дублинским иезуитам в благодарность за их поддержку после убийства её мужа капитана Персиваля Ли-Уилсона ирландской республиканской армией в 1920 году.
В настоящий момент иезуиты предоставили картину галерее в бессрочную аренду.

## Повторение в Одессе

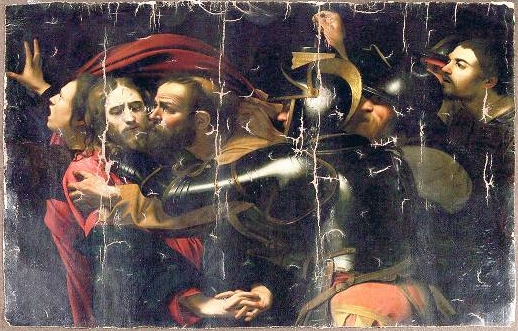
Одесская картина после возвращения потребовала реставрации

Картина «Поцелуй Иуды» была похищена из Одесского музея западноевропейского и восточного искусства 30 июля 2008 года. Долгое время она считалась авторским повторением либо же вообще оригиналом (с чем не соглашался Дублинский музей).
Она была обнаружена в Берлине. 25 июля 2010 года федеральной криминальной полицией Германии были задержаны 4 участника международной банды (1 россиянин и 3 украинца). На территории Украины арестованы еще около 20 возможных соучастников кражи. Полотно было найдено при попытке воров передать покупку подпольному коллекционеру. Преступление было раскрыто благодаря внедрению подставного покупателя-«миллионера».
В 2012 году украинский музей согласился, что одесский «Поцелуй Иуды» не является авторским повторением дублинской картины. Украинские эксперты объявили, что теперь, после проведенных исследований, они согласны с этим фактом, на котором прежде настаивали представители ирландского музея. Татьяна Бычко, заместитель директора Национального научно-исследовательского центра реставрации, в чьём ведомстве сейчас находится картина, поведала журналистам, что для установления истины пришлось ехать в Эрмитаж. Петербургский музей, располагающий собственным подлинником великого итальянца (знаменитый «Лютнист»), в 1954 году занимался реставрацией «Поцелуя Иуды» в мастерских Грабаря и подтвердил данное предположение. Вероятней всего, картина была написана итальянским художником Джованни ди Аттили через 10 лет после смерти Караваджо. Её заказал родной брат Кириако Маттеи, владельца оригинала, — Асдрубале Маттеи (о том, что такая работа была проделана, свидетельствуют записи в его бухгалтерской книге). Петербургские специалисты со всей определенностью утверждают, что картина — не оригинал. Манера её написания заметно отличается от манеры Караваджо. Это стало понятно после внимательного исследования рентгеновских снимков.
Картине потребовалась значительная реставрация.
Летом 2012 года директор ГМИИ им. А. С. Пушкина Ирина Антонова на открытии выставки «Возвращение Святого Луки. Западноевропейская живопись VI—XVIII веков из музеев Украины», где было представлено 100 шедевров из украинских музеев (в том числе предмет другой громкой кражи — Святой Лука (картина Хальса)), рассказала, что одесский «караваджо» планировался для участия в выставке, но поскольку его авторство было пересмотрено, в список экспонатов её не включили.